# Paranerita metaxantha
Paranerita metaxantha är en fjärilsart som beskrevs av Paul Dognin 1914. Paranerita metaxantha ingår i släktet Paranerita och familjen björnspinnare. Inga underarter finns listade i Catalogue of Life.